# Ginger Stanley
Ginger Stanley (Sandersville, 19 de diciembre de 1931-Orlando, 19 de enero de 2023) fue una modelo, actriz y doble de riesgo estadounidense.
Stanley fue conocida por su trabajo como doble de riesgo en las películas de terror Creature from the Black Lagoon (1954), nadando como doble para la actriz principal Julie Adams, y la secuela de la película, Revenge of the Creature (1955), nadando como doble para la actriz protagonista Lori Nelson.

## Biografía
Stanley nació en Sandersville, Georgia, el 19 de diciembre de 1931. Dejó su hogar en Walhalla, Carolina del Sur a la edad de 15 años y se mudó a Sebring, Florida para vivir con su hermana mayor. Mientras competía en un festival en Leesburg, Florida, conoció a Newt Perry, un entrenador de natación, promotor y consultor de películas para escenas submarinas. La contrató para ser una sirena profesional en la atracción turística Weeki Wachee Springs. Trabajó allí durante dos años y medio.
De 1953 a 1956, Stanley trabajó en Silver Springs como nadadora y artista submarina con Bruce Mozert, pionero de la fotografía submarina, convirtiéndose en una de sus modelos «más reconocidas». En ese momento, también tuvo sus dos papeles en Creature from the Black Lagoon y Revenge of the Creature, filmados en Wakulla Springs y Silver Springs, respectivamente.
Stanley también fue la doble de cuerpo de Esther Williams en Jupiter's Darling (1955). Si bien Williams era reconocida por ser una nadadora profesional, en ese momento se estaba recuperando de un tímpano perforado, por lo que el tiempo que podía permanecer bajo el agua era limitado.
En 1956, Stanley se casó con Albert V. Hallowell Jr. y se mudaron a Orlando, Florida. Tuvieron tres hijas. Condujo Browsing with Ginger, un programa de entrevistas para mujeres en una emisora de televisión local de Orlando, y luego pasó veintitrés años como modelo de pasarela, trabajando para varias organizaciones benéficas, grandes almacenes y Walt Disney World Resort. Su esposo murió de una enfermedad cardíaca en 1987.
En 2012, fue incluida en el Salón de la Fama de las Sirenas en Weeki Wachee Springs.
Como actriz, tuvo pequeños papeles no acreditados en cuatro películas.
Stanley también apareció como ella misma en los documentales Creature Feature: 50 Years of the Gill-Man (2004) y Creature Feature: 60 Years of the Gill-Man (2014), sobre la filmación y el marketing de la película de terror Creature from the Black Lagoon.
Falleció en Orlando (Florida), el 19 de enero de 2023, a la edad de 91 años.

## Filmografía

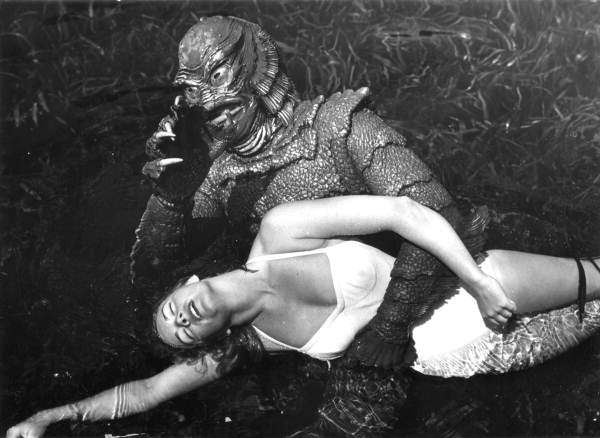
Ginger Stanley en las garras de Gill-Man.

### Doble de riesgo
- Creature from the Black Lagoon (1954) (sin acreditar)
- Jupiter's Darling (1955) (sin acreditar)
- Revenge of the Creature (1955) (sin acreditar)

### Actriz
- Tambores lejanos (1951) como Mujer (sin acreditar)
- The Meal (1975) como Invitada a cena (sin acreditar)
- Splash, Too (1988, película de televisión) como Turista (sin acreditar)
- Passenger 57 (1992) como Pasajera de avión (sin acreditar)

### Ella misma
- Creature Feature: 50 Years of the Gill-Man (documental en video) (2004)
- Creature Feature: 60 Years of the Gill-Man (documental) (2014)